# 기저 버틀러
기저 버틀러(Geezer Butler, 1949년 7월 17일 ~ )는 잉글랜드의 음악가이다. 블랙 사바스의 오리지널 베이시스트로서 잘 알려져 있다.